# Darjan Petrič

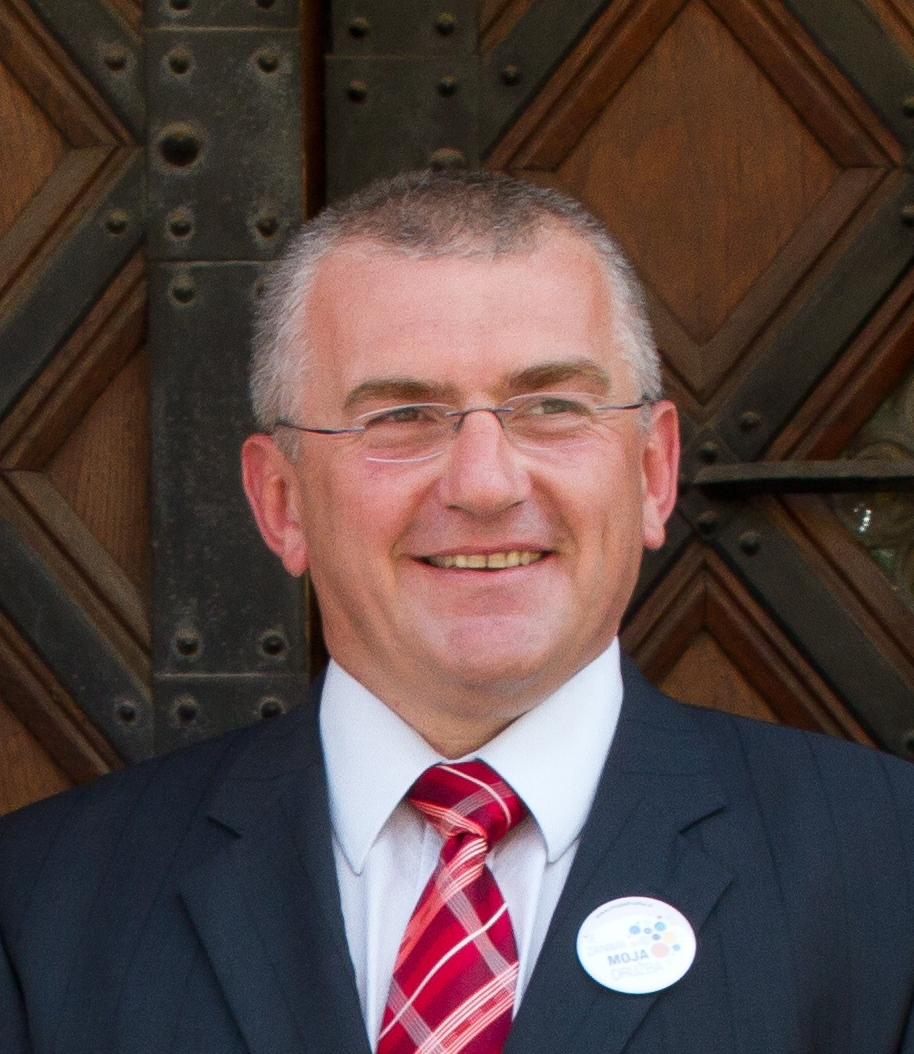
Darjan Petrič (2010)

Darjan Petrič (* 24. August 1964 in Kranj) ist ein ehemaliger jugoslawischer Schwimmer. Er gewann eine Bronzemedaille bei Weltmeisterschaften und zwei Bronzemedaillen bei Europameisterschaften.

## Werdegang
In den Jahren 1991 bzw. 1996 erlangte Darjan Petrič seinen Universitätsabschluss bzw. den Master-Abschluss an der Fakultät für Organisationswissenschaften der Universität Maribor. In der Zeit von März 1992 bis Juni 1996 arbeitete er an der Fakultät für Organisationswissenschaften der Universität Maribor als Leiter des Labors für Computerdatenaustausch.

## Sportliche Karriere
Darjan Petrič erreichte bei den Mittelmeerspielen 1979 in Split den sechsten Platz über 400 Meter Freistil und den fünften Platz über 1500 Meter Freistil, beide Wettbewerbe gewann sein drei Jahre älterer Bruder Borut Petrič. Im Jahr darauf bei den Olympischen Spielen 1980 in Moskau schwamm er in den Vorläufen über 1500 Meter Freistil die zwölftschnellste Zeit. Drei Tage später belegte er in den Vorläufen über 400 Meter Freistil den 19. Platz.
1981 bei den Europameisterschaften in Split siegte Borut Petrič über 400 Meter Freistil vor Wladimir Salnikow aus der Sowjetunion. Zwei Sekunden hinter den beiden schlug Darjan Petrič als Dritter an. Über 1500 Meter Freistil siegte Salnikow vor Borut Petrič, Darjan Petrič wurde Fünfter mit vier Sekunden Rückstand auf seinen Bruder. Im Jahr darauf bei den Weltmeisterschaften 1982 in Guayaquil wurde Darjan Petrič 13. über 200 Meter Freistil. Über 400 Meter Freistil siegte Salnikow vor seinem Landsmann Swijatoslaw Semenow und Sven Lodziewski aus der DDR. 0,71 Sekunden hinter Lodziewski wurde Darjan Petrič Vierter. Über 1500 Meter Freistil gewann erneut Salnikow vor Semenow. Darjan Petrič wurde mit fünf Sekunden Rückstand auf Semenow Dritter und hatte im Ziel seinerseits über fünf Sekunden Vorsprung auf den viertplatzierten Lodziewski. Bei den Europameisterschaften 1983 in Rom gewann Salnikow sowohl über 400 Meter als auch über 1500 Meter Freistil vor Borut Petrič. Über 400 Meter Freistil wurde Darjan Petrič Dritter. Über 1500 Meter Freistil hatte er als Vierter im Ziel fast fünf Sekunden Rückstand auf den Drittplatzierten Stefan Pfeiffer aus der Bundesrepublik Deutschland. Kurz nach den Europameisterschaften wurden in Casablanca die Mittelmeerspiele 1983 eröffnet. Über 200 Meter Freistil siegte Borut Petrič vor dem Spanier Juan Carlos Vallejo und Darjan Petrič. Über 400 Meter Freistil gewann Darjan Petrič vor dem Italiener Marco dell’Uomo und Borut Petrič. Schließlich erreichte auch über 1500 Meter Freistil ein Brüderpaar das Podium. Gold erhielt der Spanier Rafael Escalas vor Darjan Petrič und Juan Escalas. Die Petrič-Brüder traten auch über 400 Meter Lagen an, Borut wurde Vierter und Darjan Fünfter. Die jugoslawische 4-mal-200-Meter-Freistilstaffel belegte den vierten Platz. Bei den Olympischen Spielen 1984 in Los Angeles verfehlte Darjan Petrič sowohl über 200 Meter Freistil als auch über 1500 Meter Freistil die Endlaufteilnahme. Im Endlauf über 400 Meter Freistil belegte er den sechsten Platz mit drei Sekunden Rückstand auf den Gewinner der Bronzemedaille.
1986 bei den Weltmeisterschaften in Madrid erreichte Darjan Petrič nur das Finale über 1500 Meter Freistil und belegte dort den sechsten Platz. Im Juli 1987 fand in Zagreb die Sommer-Universiade 1987 statt. Darjan Petrič erkämpfte sowohl über 400 Meter als auch über 1500 Meter Freistil die Silbermedaille. Im August bei den Europameisterschaften in Straßburg hatte Darjan Petrič als Sechster über 1500 Meter Freistil über 25 Sekunden Rückstand auf die Podiumsplätze. Im September bei den Mittelmeerspielen in Latakia belegte Darjan Petrič den achten Platz über 200 Meter Freistil. Bei den Olympischen Spielen 1988 in Seoul schied Darjan Petrič als 20. der Vorläufe über 400 Meter Freistil aus. Tags darauf erreichte er das Finale über 1500 Meter Freistil. Im Endlauf schwamm er über 20 Sekunden langsamer als im Vorlauf und belegte abgeschlagen den achten Platz.